# Andrés Godoy
Andrés Godoy (* 10. November 1953 in San Antonio, Provinz San Antonio) ist ein chilenischer Musiker und Musikproduzent für chilenische Rockbands.

## Biografie
Andrés Godoy begann das Gitarrenspiel mit 11 Jahren und gründete an seiner Schule eine Band mit dem Namen „Los Halcones“, als er 13 war. Bei einem Unfall verlor er seinen rechten Arm, im Alter von 14 Jahren. Trotz des schweren Traumas, das damit einherging, verfolgte er aber kurze Zeit später weiter seine musikalische Laufbahn als Gitarrist. Dafür entwickelte er seine eigene Technik, genannt Tatap, bei der er kraftvoll auf die Saiten schlägt, mit seinen Nägeln zupft und mit dem kleinen Finger für Anschlag sorgt. Dadurch gelingt es ihm, Akkorde und Melodien zu spielen sowie eine Rhythmik zu schaffen, und dies mit nur einer Hand.
1978 gründete er Andrés y Ernesto, die später in Andrés, Ernesto y Alejaica umbenannt wurden, als man sich mit der Band Alejaica zusammen tat. Die Gruppe spielte Rock mit folkloristischen Zügen, löste sich aber auf, als Andrés 1984 nach Buenos Aires zog. Dort arbeitete er mit Künstlern wie Piero de Benedictis, Juan Carlos Baglietto oder Fabiana Cantilo. 1985 erschien sein erstes Solo-Album, mit dem Titel No estamos solos. Als er nach Chile zurückkehrte, spielte er bei El Grifo y Andrés Godoy y La Divina Paciencia (1990), mit denen er das Album Respiro (1991) aufnahm. Seine jüngere Solo-Karriere beginnt mit dem Album La risa o el send aus dem Jahr 2007.
Er gründete und leitete das Programm „Las escuelas del Rock“ (1995–2005) und produzierte diverse chilenische Rockbands, darunter Los Peores de Chile, Sinergia, Los Bandoleros und Keko Yoma. Er hat in ganz Chile unzählige Konzerte und Gitarrenworkshops gegeben.
2012 tourte er durch Europa, und trat dabei bei 38 Konzerten und Workshops unter anderem in Deutschland, Dänemark, Schweden, Österreich und Belgien auf.

## Diskografie
- 1986 – No estamos solos
- 1989 – Respiro
- 1995 – Diez piezas para una mano
- 2006 – La risa o el sendero

### Sammlungen
- 2008 – Relieves de luz (DVD)

## Dokumentarfilm
- El arte de perder. Dokumentation von Sebastian Saam. Deutschlandpremiere am 26. August 2023 beim Fünf Seen Filmfestival.[6]